# Iglesia de la Recoleta Dominica

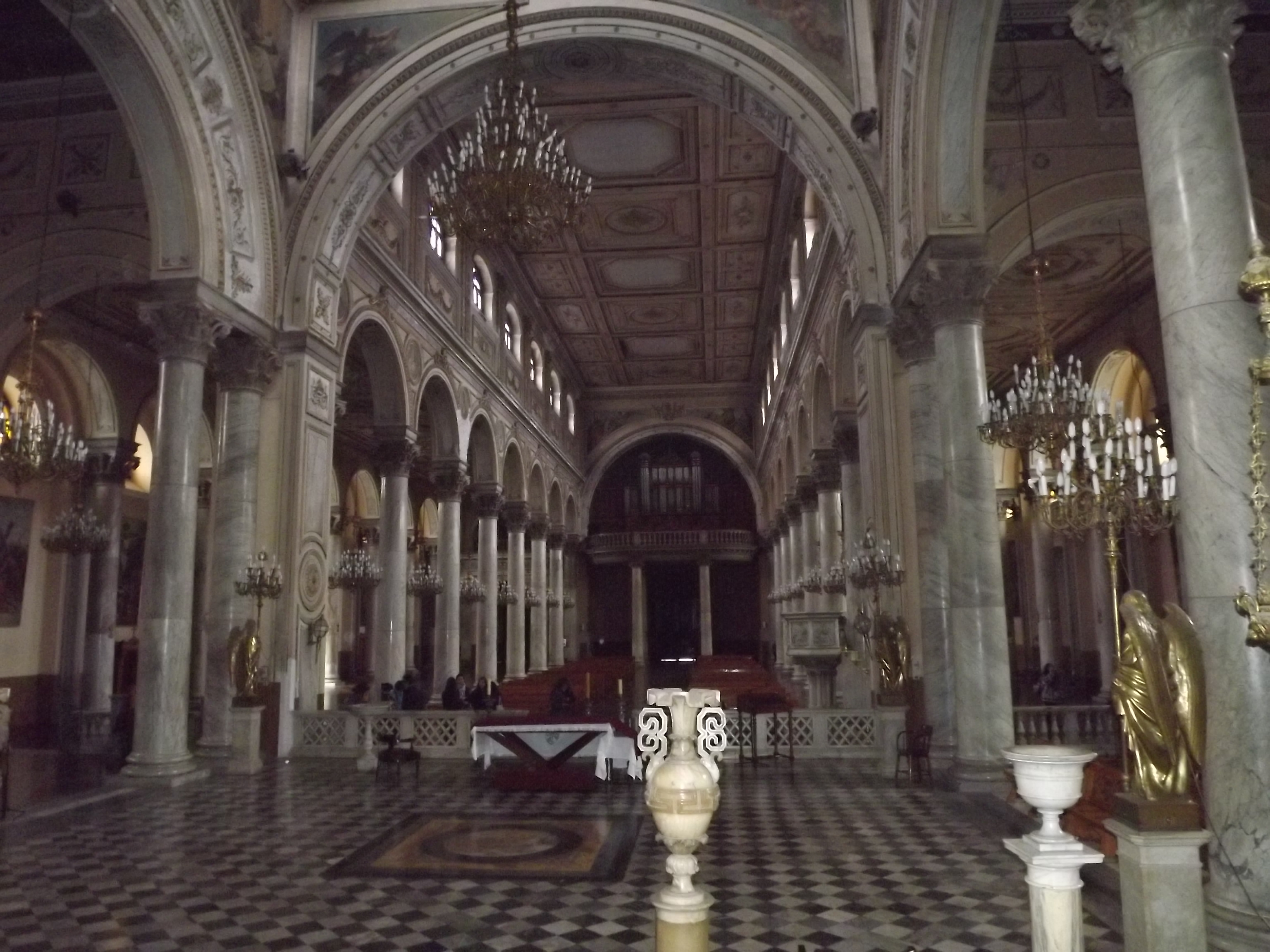
Vista interior de la Cúpula.

La iglesia y convento de la Recoleta Dominica es un conjunto religioso católico perteneciente a la orden de Santo Domingo, que recibió los terrenos de manos del conquistador Rodrigo de Quiroga y su esposa Inés Suárez.
La iniciativa de construir el templo surgió en 1853, cuando se encargó a Roma un nuevo altar para la antigua y sencilla iglesia que se emplazaba en la calle Dominica. El arquitecto italiano Eusebio Chelli diseñó los planos, pero fue Manuel Aldunate y Avaria quien dirigió la obra hasta el final y proyectó la cúpula que corona la nave central.

## Historia
La congregación dominicana llegó a Chile siglo XVI y fundó un convento en Santiago en 1557. Dos siglos después, en los terrenos donados por los conquistadores a esta orden católica, al norte de la ciudad, entre los cerros Blanco y San Cristóbal, zona que se denominaba La Chimba, el dominico chileno fray Manuel de Acuña fundó el convento de la Recoleta Dominica a la par de la iglesia del mismo nombre, que fue uno de los de mayor observancia religiosa de la época.
Las obras comenzaron en 1753; se levantaron claustros muy sencillos, de adobe, sin mayores comodidades. En 1886 empezaron trabajos de remodelación, que finalizaron en 1888, y esta es la construcción que se conserva actualmente.
En 1853, los dominicos le encargaron a Luigi Poletti en Roma que diseñara el altar mayor para la iglesia de la Recoleta y este recomendó a su discípulo Eusebio Chelli para la tarea. Como el diseño de Chelli contrastaba con la sencillez del templo, surgió la idea de levantar una nueva iglesia, que encargaron asimismo al arquitecto italiano.
El templo, de orden corintio, tuvo como fuente de inspiración la basílica romana de San Pablo Extramuros. Fue así como nació la iglesia de la Recoleta Dominica, que junto al convento, forma un fiel reflejo de la influencia que los dominicos ejercieron sobre la élite política e intelectual colonial y republicana.
La iglesia, una de las de mayor magnificencia del país, fue inaugurada solemnemente el 25 de noviembre de 1882; entre sus  padrinos figuraron héroes de la Guerra del Pacífico, como el general Manuel Baquedano, así como el afamado intendente de la época, Benjamín Vicuña Mackenna. En 1974 fue declarada Monumento Nacional en 1974 junto con el claustro que se ubica a su costado.
El interior de la iglesia es uno de los más hermosos conjuntos artísticos de Chile. En su creación no se escatimaron gastos como es comprobable en sus dimensiones, cuadros, columnas de mármol, etc. Cuenta con una capacidad de 500 personas.

## Descripción
En su fachada principal se pueden observar diferentes detalles, partiendo por su acceso; en el cual podemos observar seis columnas de fuste liso (en mármol); en su parte superior, se reconoce el capitel de orden corintio. Sobre las columnas encontramos el arquitrabe y el frontón.
En el nártex junto a la puerta de acceso, en sus costados, se observan dos pilastras adosadas al muro las cuales poseen capitel de tipo corintio.
La iglesia está construida en mampostería en su exterior y su interior es adobe (pieza para construcción hecha de una masa de barro (arcilla y arena) mezclada con paja, moldeada en forma de ladrillo y secada al sol). Ingresando a la iglesia observamos tres naves; una gran nave central y dos naves laterales.
Desde el acceso apreciamos cuatro columnas de menor tamaño, las cuales presentan un capitel de orden jónico, en este lugar marcado por las columnas indicaba el espacio hasta el cual podían ingresar los no cristianos o no bautizados.
Luego en la Nave central, lugar donde ya podían ingresar los Cristianos, está compuesto por arcadas de medio punto, con columnas (52) alineadas perfectamente, la Nave remata en un gran arco, el cual divide el lugar en dos, y muestra el inicio del altar.
En este lugar se da una luz tenue, proveniente de la cúpula de la iglesia la cual proyecta una forma cuadrada en la planta, además de variados diseños en el piso del altar.
Llegando al final del altar hay tres estatuas de santos y aparecen cuatro columnas de orden corintio, con fuste acanalado.

## Análisis constructivo
La estructura de los muros es de albañilería con cal, a la vista en el exterior del edificio. Las columnas son de mármol de Carrara, macizas al igual que el púlpito y varios altares. La cúpula está construida en pino Oregón; y las puertas de la fachada, talladas en roble americano.
Las construcciones nuevas han incorporado el hormigón armado y vidrio generando contrastes con lo preexistente. El sistema estructural de la iglesia se basa en los muros perimetrales de 1.8 m de espesor en ladrillo. Las hileras de columnas centrales rematan por los extremos en conjuntos de columnas y machones. Estos evitan el empuje producido por los arcos de medio punto entre columnas.

## Centro Patrimonial Recoleta Dominica

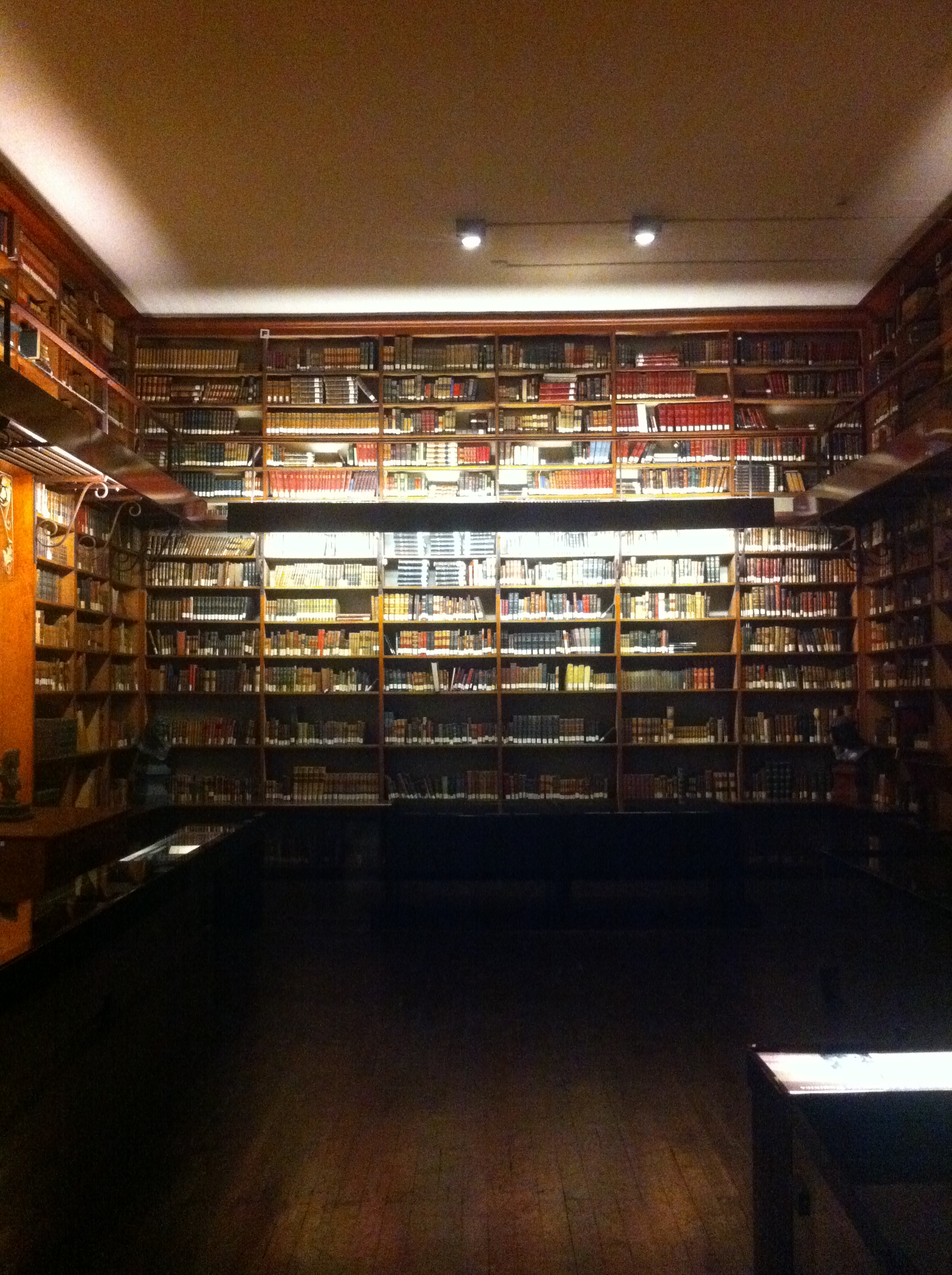
Biblioteca Patrimonial Recoleta Dominica.

El exconvento de la Recoleta Dominica actualmente es conocido como el Centro Patrimonial de la Recoleta Dominica y se encuentra administrado por  el Servicio Nacional del Patrimonio Cultural (SNPC), gracias a un comodato, iniciado en 1997, entre los padres dominicos y la entonces llamada Dirección de Bibliotecas, Archivos y Museos (Dibam - antecesora de SNPC) por 50 años. El Centro Patrimonial se inauguró el 28 de noviembre de 2005.
Entre sus instalaciones se encuentran en uno de sus patios mayores (Patio de los Padres) el Museo de Artes Decorativas, el Museo Histórico Dominico y la antigua Biblioteca Conventual, hoy llamada Biblioteca Patrimonial Recoleta Dominica, que alberga una de las colecciones de libros científico-religiosos más importantes y antiguas de Chile. En el patio que le sigue están la Subdirección Nacional de Museos  y en el contiguo el Centro Nacional de Conservación y Restauración.
Los museos y la biblioteca patrimonial atienden en forma gratuita a sus visitantes y realizan talleres didácticos, obras de teatro, exposiciones de fotografía, conciertos musicales y otras actividades.